# Audição Parlamentar (Portugal)
Audição Parlamentar é uma reunião organizada por uma Comissão Parlamentar para ouvir membros do Governo, funcionários ou especialistas de quaisquer áreas para esclarecimento de assuntos de interesse para os trabalhos parlamentares.